# 高射砲臺

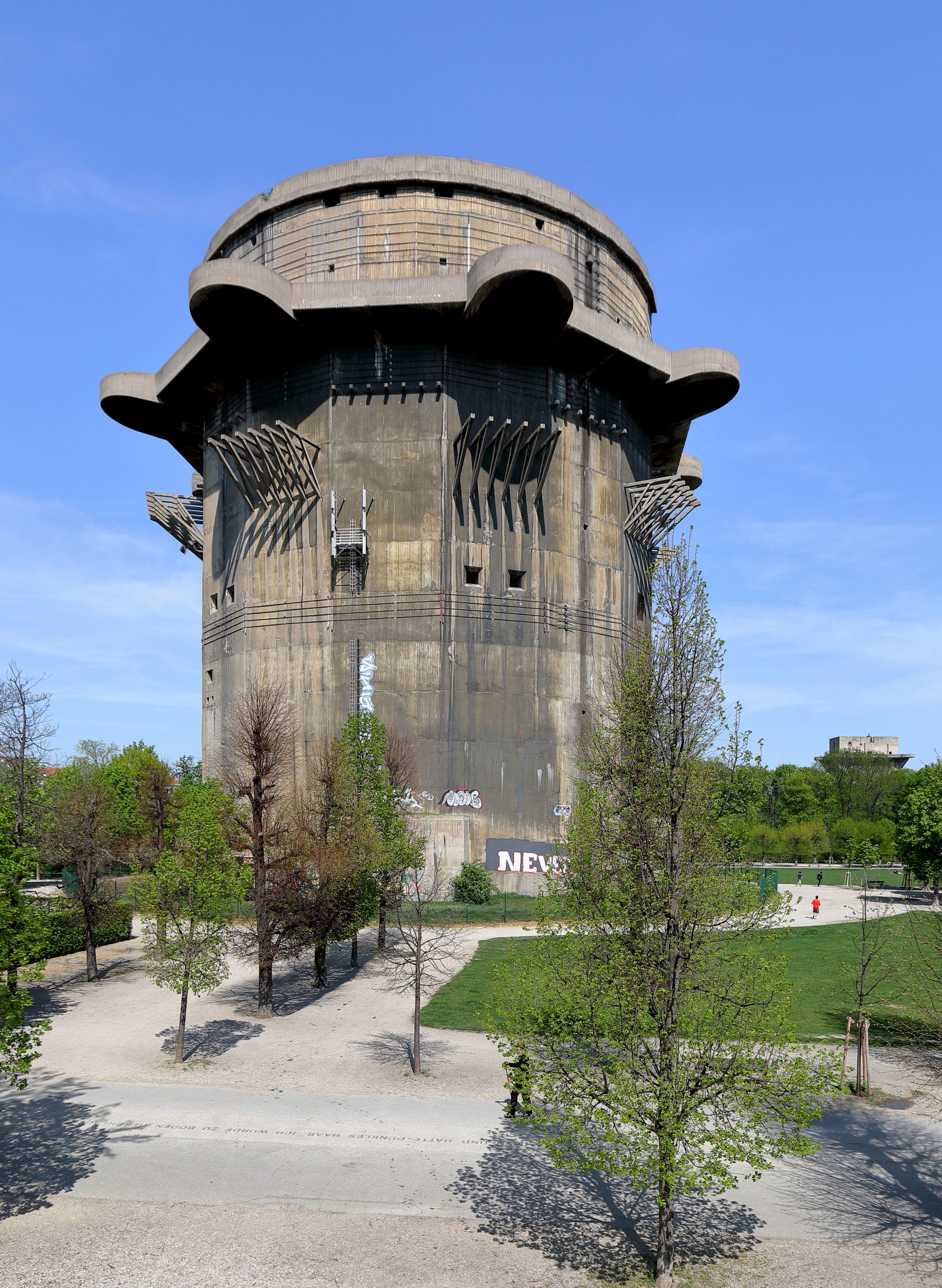
維也納奧花園的一座G臺（戰鬥臺），圖右可見一座L臺（領導臺）的頂部。

高射砲臺（德語：Flaktürme）是一種大型、高於地面用於防空的高臺碉堡。由納粹德國所建。1940年起，柏林、漢堡、維也納就建起了8座高射砲臺，其他城市如司徒加特、美茵河畔法蘭克福、維也納亦有建築。一些較小型且用途單一的高射砲臺建於一些較邊陲的主要據點，例如黑爾戈蘭島、昂熱。
這些高臺當時由納粹德國空軍操作，用於防禦二戰盟軍的戰略空襲，亦作為當地數萬平民的防空洞使用。

## 歷史和用途
1940年，英國皇家空軍對柏林進行了轟炸，作為對此的回應，阿道夫·希特勒下令興建了三座巨大的高射砲臺，旨在保衛首都柏林免受空襲。每座塔都安裝了一台帶有可伸縮天線的雷達設備，以在厚重的混凝土和鋼鐵圓頂的保護下進行伸縮。
希特勒對這些塔樓的設計表現出濃厚的興趣，甚至親自繪製了一些草圖。這些塔樓在隨後短短六個月內完成建設。專案的首要任務是修改德國國家鐵路的時間表，以便將混凝土、鋼材和木材運送到建築工地。塔樓的混凝土牆厚達3.5公尺（11英尺），設計師認為這在建造過程中，並不會受到英國皇家空軍重型轟炸機攜帶的標準彈藥的攻擊。多層火砲使這些塔樓能夠承受每分鐘8,000發子彈的射速（儘管大多是小口徑砲彈，例如2厘米 30/38年式高射炮，射程可達14公里（8.7英里），覆蓋360度。然而只有12.8厘米40年式高射炮具有足夠的有效射程來應對英國皇家空軍和美國空軍的重型轟炸機。其中柏林第一個竣工的高臺為動物園高射炮臺，主要負責守衛柏林的政府建築區。當柏林市中心周圍的這三座高射砲塔完工後，則形成一個覆蓋全柏林市中心的三角形防空火力。當蘇聯進攻柏林時，即使使用一些最大的蘇聯火砲如1931年式203毫米Б-4型榴弹炮，也很難對這些砲塔造成重大損害。
高射砲臺的設計概念還包括將地上掩體用作平民避難所使用，內部能容納1萬名平民，還設有醫院病房。在柏林戰役期間，佔領軍該此組建了自己的社區，多達30,000名柏林居民在戰鬥期間在其中一座塔樓中避難。塔樓的主體構造類似於中世紀的城堡主樓，成為了城市中最安全的避難地，因此高射砲臺也是最後一處向苏联红军投降的地點之一，並在戰末時因樓內糧食、物質供應減少而被迫投降。
戰後，拆除這些塔樓通常被認為不可行，除了部分高射砲臺因進行爆破而完全摧毀外，至今仍有許多高射砲臺保留下來，其中一些已改建為其他用途。

## 設計迭代
高射砲臺的複合用處可分為兩種，包括：
- 主砲臺G（德語：Gefechtsturm），全稱「戰鬥塔」（也稱為砲塔、砲台塔或大型高射砲塔）
- 主砲臺L（德語：Leitturm）全稱「引導塔」又稱火控塔、指揮塔、監聽掩體或小型高射砲塔。G塔的設計款式可分為三代：

第一代
主砲臺G結構面積為70.5公尺（231 英尺）見方，高39公尺（128 英尺），通常配備八門（四門雙聯裝）12.8厘米40年式高射炮炮以及大量3.7厘米43年式高射炮、32門（八門四聯裝）2厘米_30/38年式高射炮。主砲臺L尺寸為50×23×39公尺，通常配備四門四聯裝奧瑞岡20公釐機炮。
第二代
主砲臺G結構面積為57×57×41.6公尺，通常配備八門（四門雙聯）12.8厘米高射炮和十六門（四門四聯裝）20公釐機炮。主砲臺L尺寸為50×23×44公尺，通常配備四十門（十門四聯裝）20公釐機炮。
第二代
主砲臺G結構面積為43×43×54公尺，通常配備八門（四門雙聯）12.8厘米高射炮和三十二門（八門四聯裝）20公釐機炮。
阿道夫·希特勒曾委託對更大的高射砲臺規劃進行評估。它們的尺寸為高射砲臺的三倍。

## 現存砲臺

### 德國
柏林

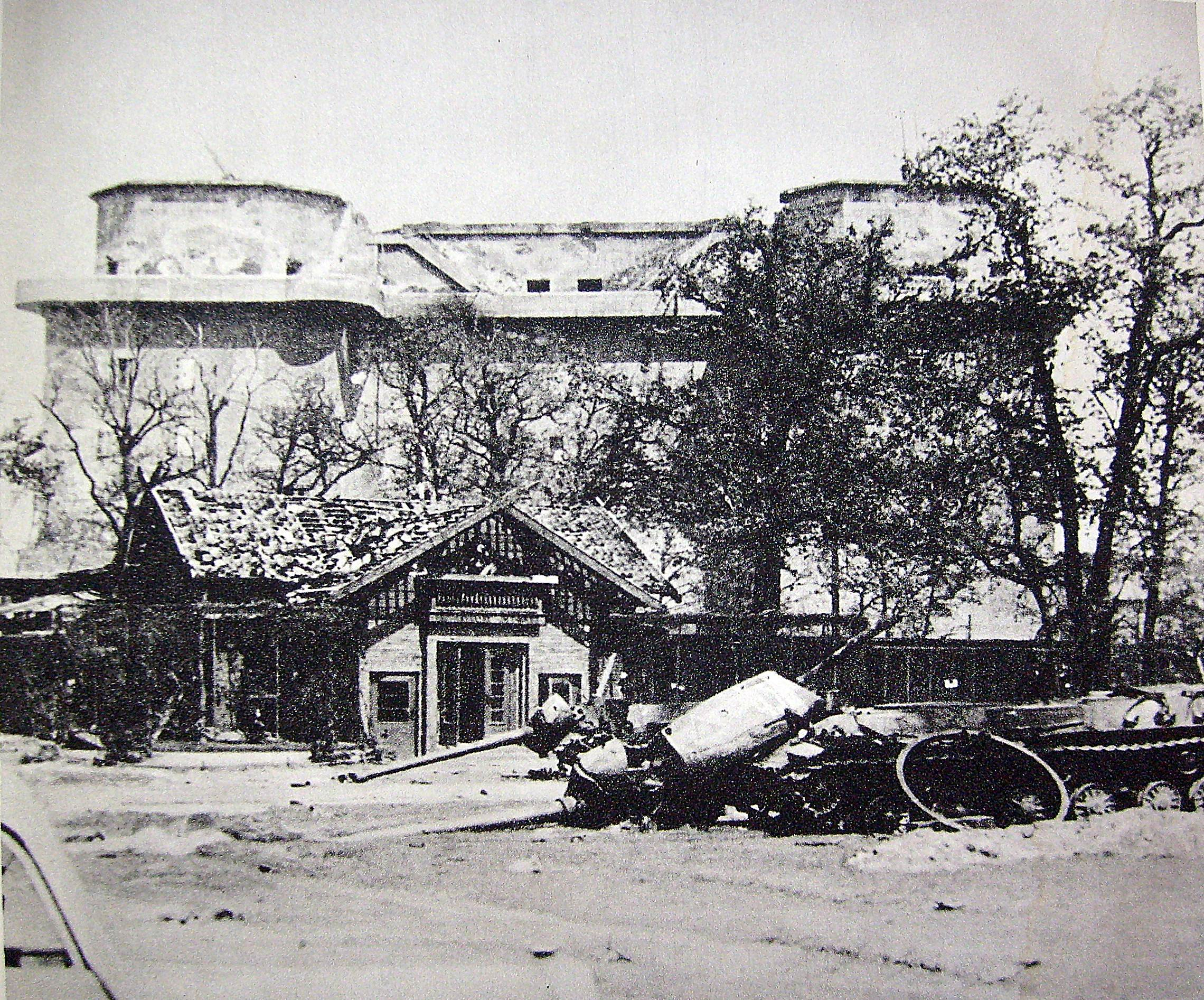
動物園高射砲臺
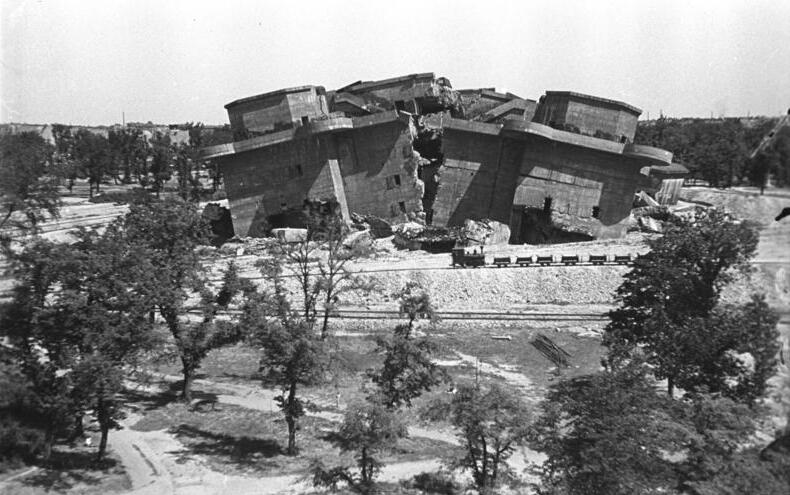
被摧毀的腓特烈斯海恩高射砲臺
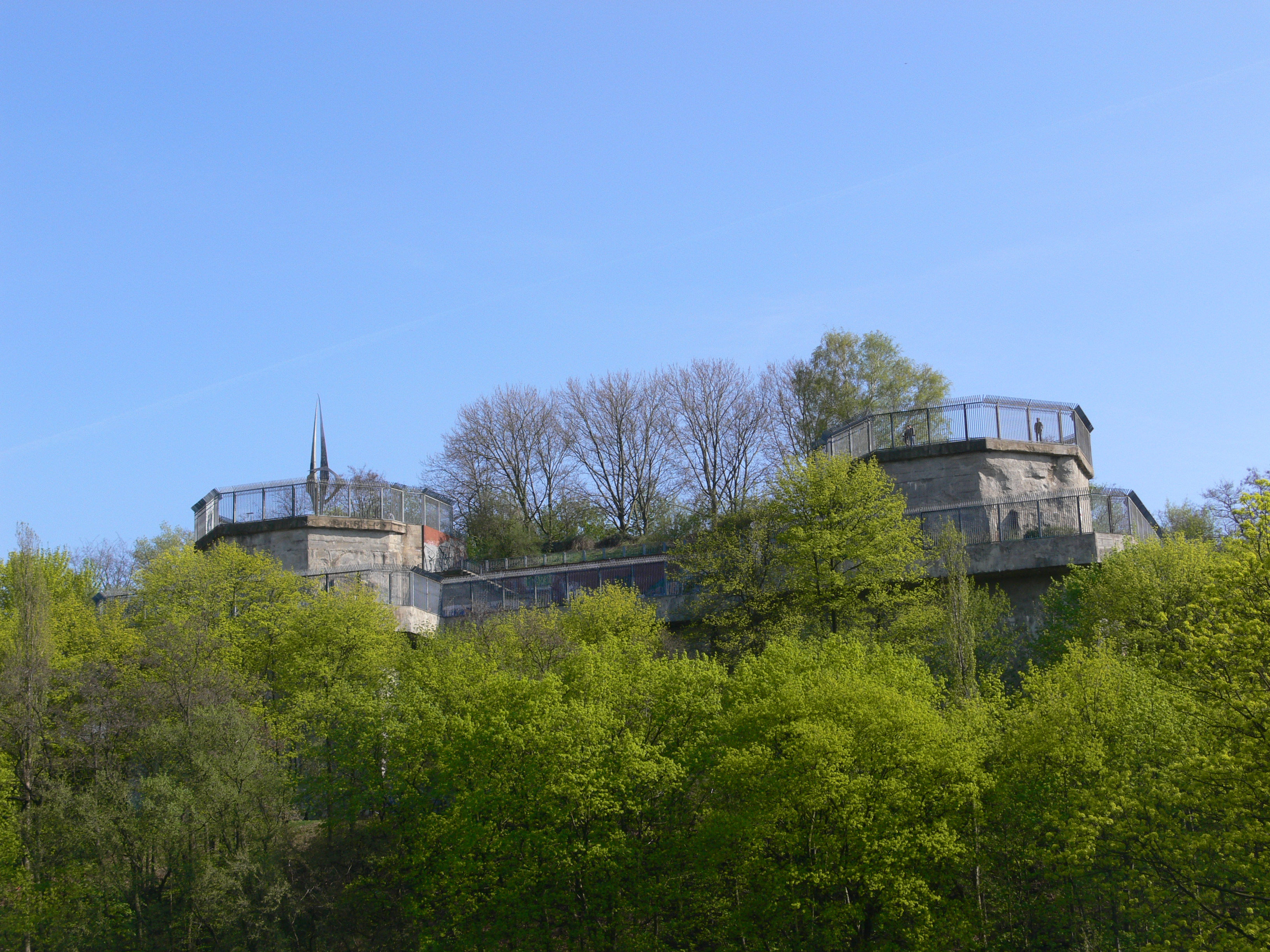
當代洪堡塞恩高射砲臺的G塔部分結構

- 动物园高射炮台（Flakturm I、第一代）：1941年4月完工，位於柏林動物園附近，該建築是柏林最大的防空掩體，其主要作用是保护柏林市政府建筑区[2]；另外炮台里的防空洞则是用作平民的防空掩体。炮台内还有一所医院和一台供德军指挥官使用的无线电发射器，甚至还拥有可安全储藏珍稀艺术品的设施。[3]在第二次世界大戰期間，該建築物的抵擋住了所有空中和地面攻擊，後在1947年經過爆破程序後，建築物完全摧毀。

- 腓特烈斯海恩高射砲臺（Flakturm II，第一代）：1941年4月完工，位於腓特烈斯海恩，這些設施群在戰後經過拆除，部分G牆體遺構仍存。

- 洪堡塞恩高射砲臺（Flakturm III，第一代）：1942年4月完工，位於洪堡塞恩地區，這些設施群在戰後經過拆除，部分G牆體遺構仍存。

漢堡

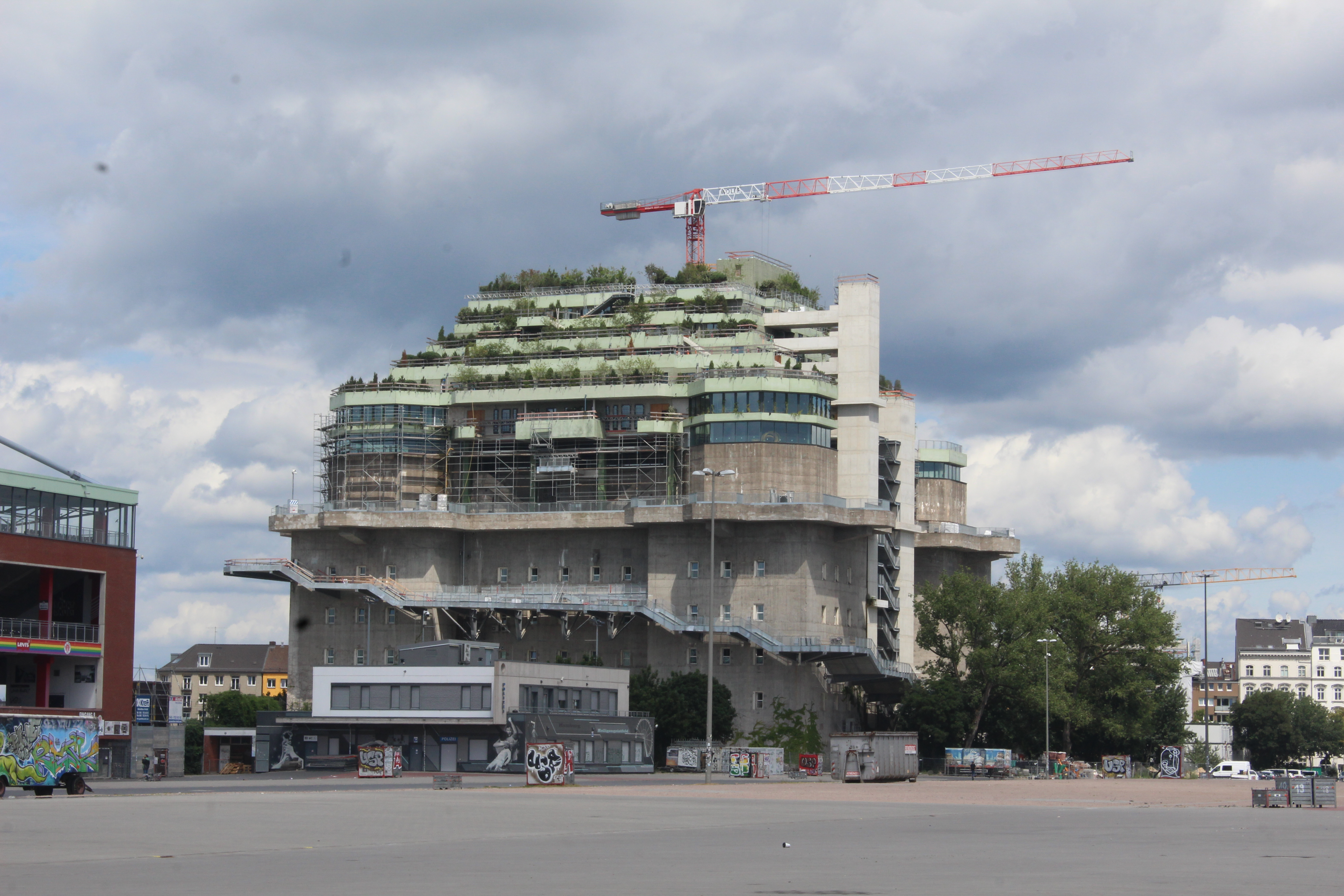
2023年6月仍在建造酒店的海利根蓋斯特費爾德防空砲塔
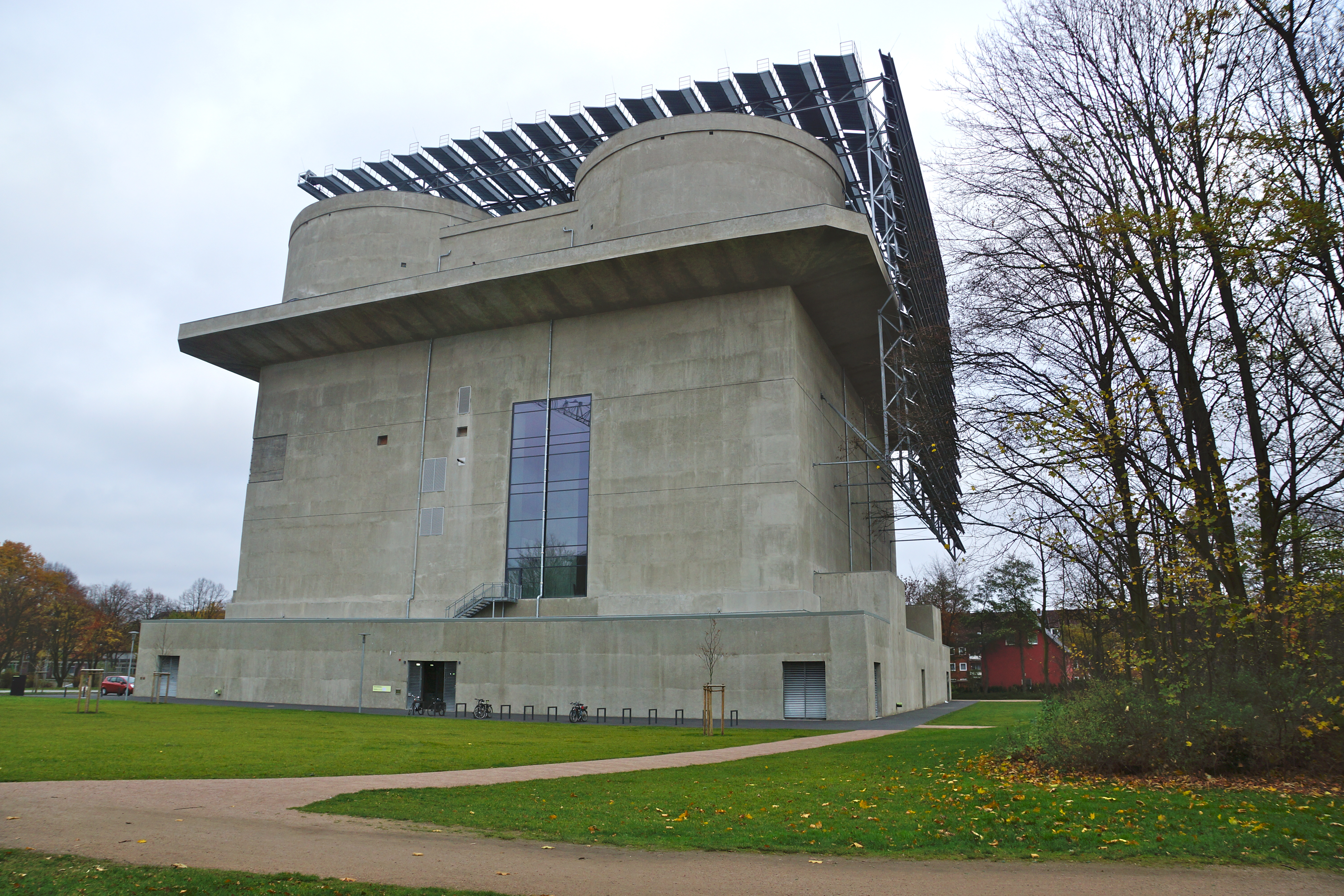
威廉斯堡防空砲塔的G塔

- 海利根蓋斯特費爾德防空砲塔（Flakturm IV，第一代）：1942年10月完工。位於漢堡圣保利区海利根蓋斯特費爾德（英语：Heiligengeistfeld）設有一座高射砲臺，該塔樓自屋頂向下共有六層，共設計包括兩個相同的空間用作防空洞，以應對毒氣襲擊。總面積約300平方公尺（3,230平方英尺）[4]

，該設施群的主砲臺L在戰後被拆除，被T-Mobile所擁有的建築所取代。主砲臺G經過改造成為一家夜總會，內設音樂學校和音樂商店。2019年，NH酒店集團宣布計劃將主砲臺G改建為擁有屋頂花園的豪華酒店，計劃於2021年動工，2022年開幕。重建後，塔樓的高度將增加至58公尺，並增加若干樓層，共十三層。
- 威廉斯堡防空砲塔（Flakturm VI，第二代）：1942年10月完工。位於，威廉斯堡區（英语：Wilhelmsburg,_Hamburg）。主砲臺G目前仍保留，而主砲臺L在戰後已被拆除。

### 奧地利

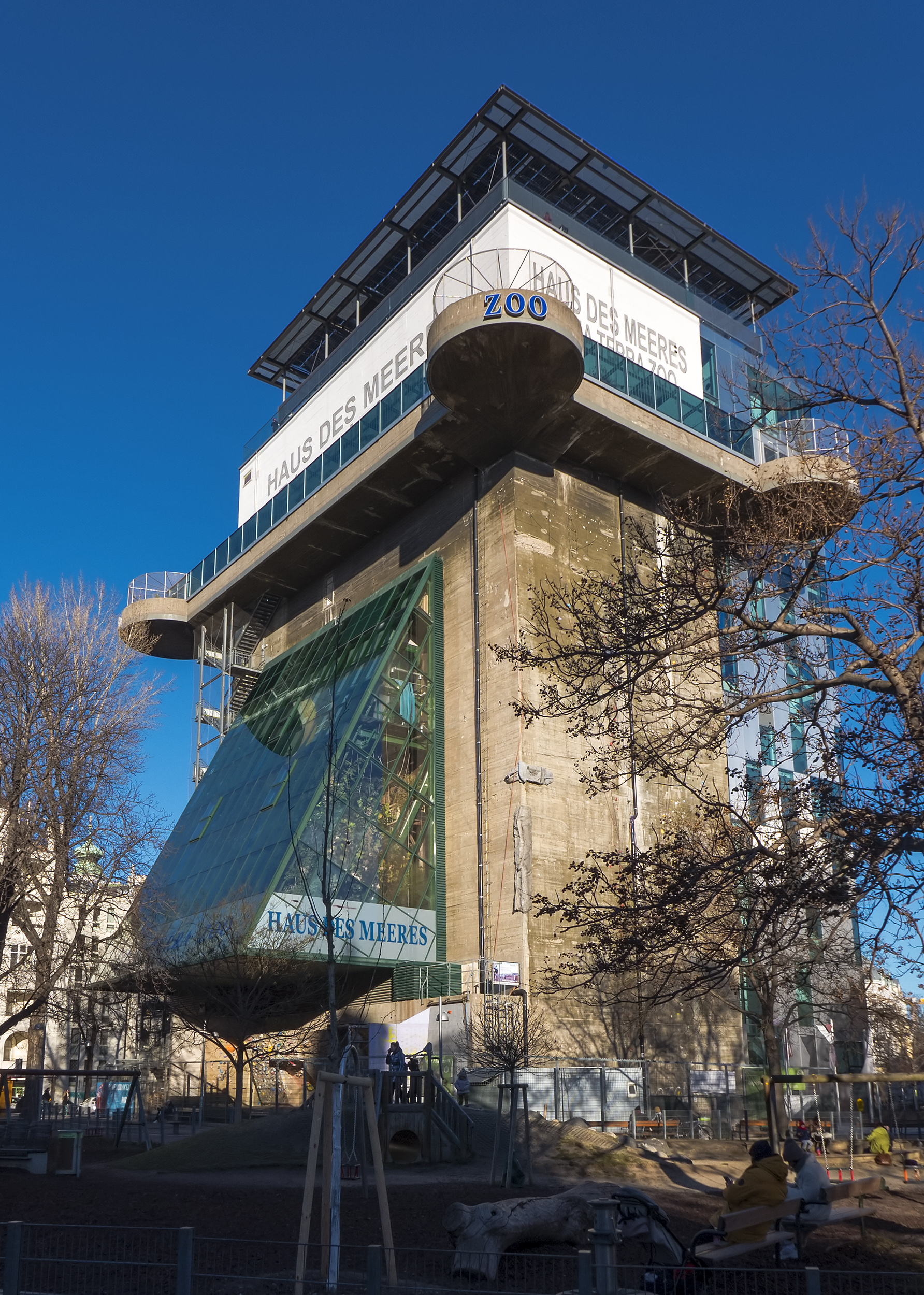
2022年斯蒂夫特卡瑟恩防空砲塔的L塔
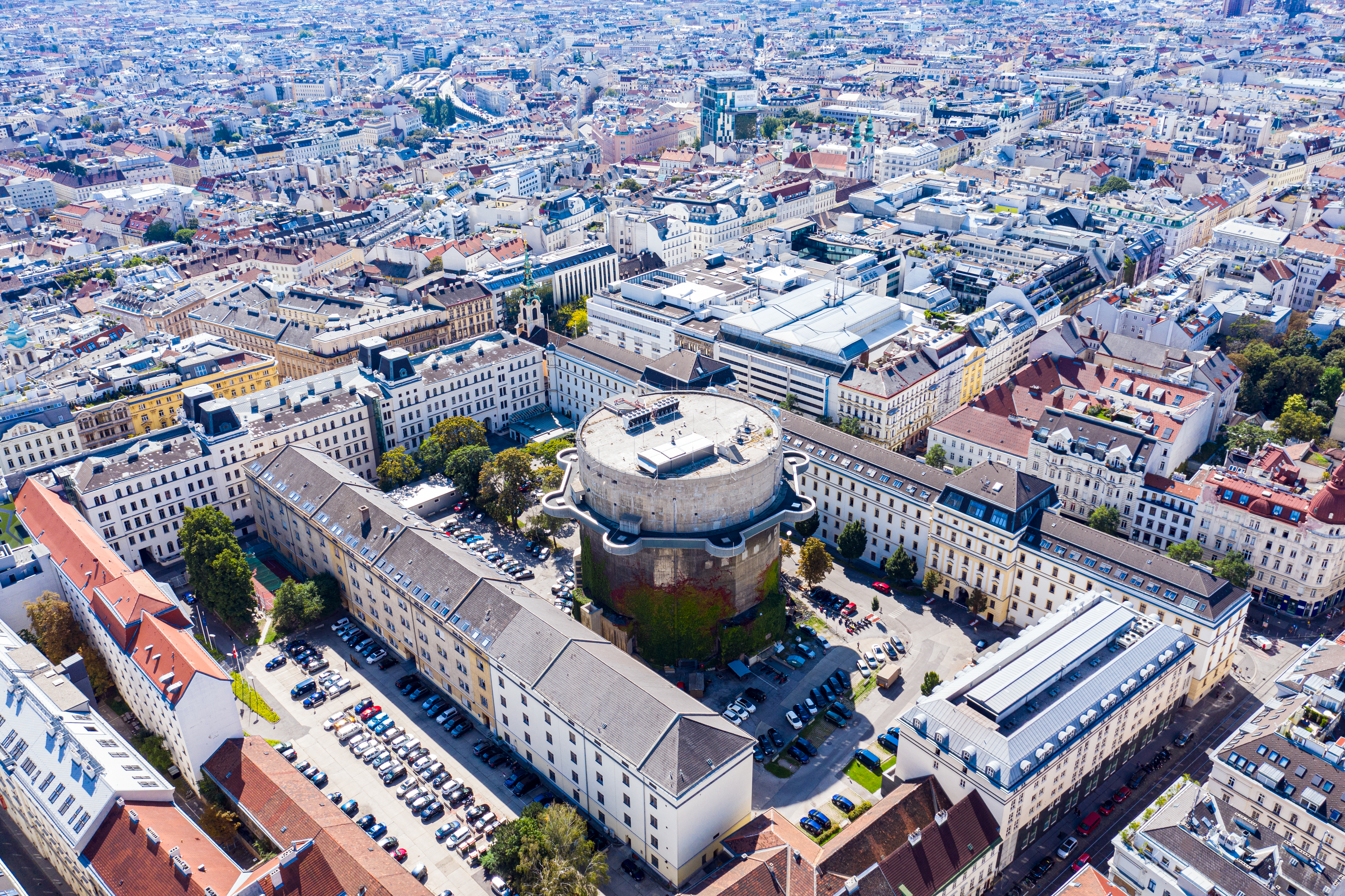
斯蒂夫特卡瑟恩防空砲塔的G塔
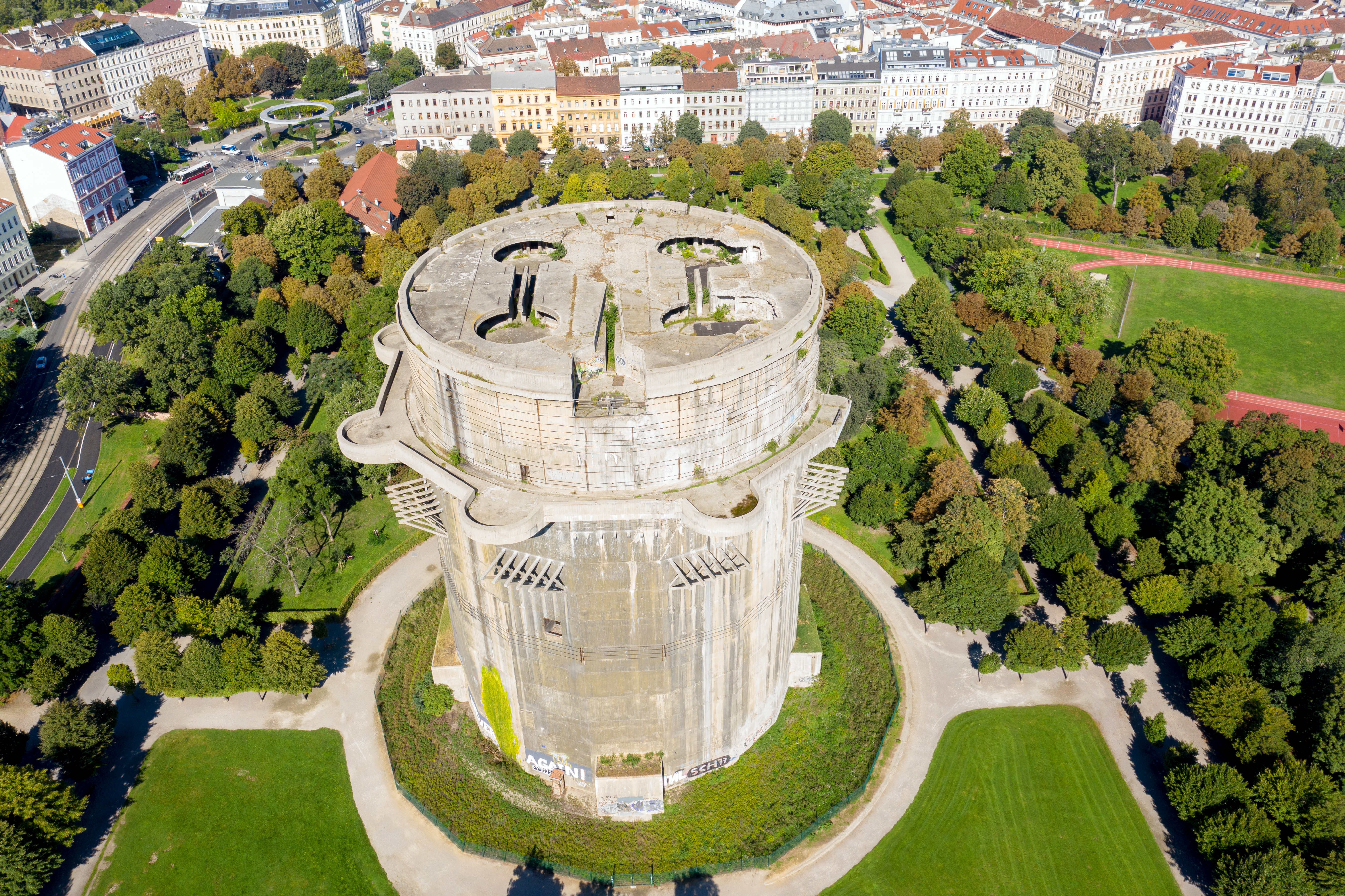
奧花園防空砲塔
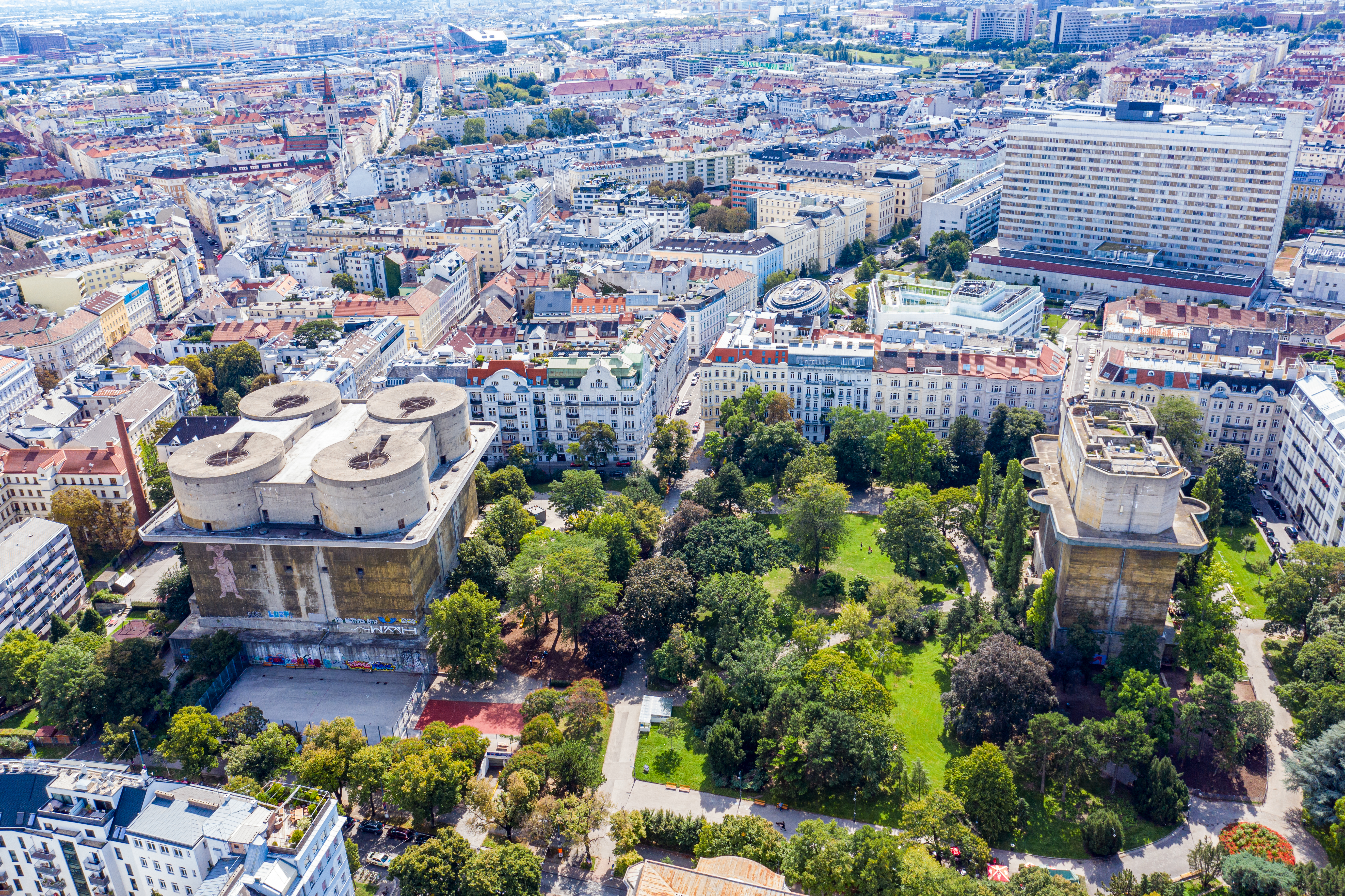
阿倫貝格高射砲塔

維也納
- 斯蒂夫特卡瑟恩防空砲塔（Flakturm V，第三代）：於1944年9月完工。主砲臺G在目前由奧地利聯邦軍使用，主砲臺L自1957年以來一直被用作公共水族館，外牆已重新改造成戶外攀岩牆使用。
- 奧花園防空砲塔（Flakturm VII，第三代）：1943年完工。主砲臺G、L塔仍然存在，但都已不再使用。主砲臺G的東北部和東側的20毫米砲臺因年久失修於2007年拆除。塔樓本身已用環繞整個結構的鋼索加固。
- 阿倫貝格高射砲塔（Flakturm VIII，第二代）：於1943年夏季完工。主砲臺G目前被用作藝術倉庫使用，主砲臺L目前仍空置。

### 未建造
部分計劃興建的高射砲台最終未能完成，其中在柏林包括大蒂尔加滕公园（另外兩座已規劃但未完成）、新克尔恩的哈森海德（計劃中但未建造），以及德國國會大廈周圍曾考慮建造高射砲台，但後來被認為不合適。其他地區如不来梅、東漢堡、慕尼黑火车总站原本也有規劃興建高射砲臺。維也納最初的計劃是在施梅爾茨、普拉特和弗洛里德斯多夫等地放置三座砲台，這些設施最終未能完成。

## 另見
- 柏林戰役
- 第二次世界大戰對德國的戰略轟炸
- 納粹建築
- 馬特洛塔（英语：Martello tower）

## 外部連結
- Several photos of the towers and bunkers （页面存档备份，存于） （德語）
- Page about the Vienna flak towers （页面存档备份，存于） （德語）
- What remains of the flaktowers today
- Renovation concept for the Hamburg Flak Tower （页面存档备份，存于）
- Flaktowers in Berlin, Hamburg and Vienna （页面存档备份，存于） (short film)